# Fritz Tschol
Fritz Tschol CPPS, auch Frederico Tschol (* 20. Juni 1929 in St. Anton am Arlberg, Tirol; † 16. Oktober 2016 in Altamira, Brasilien) war ein österreichischer Ordensgeistlicher. Er war von 1980 bis 2015 Generalvikar in der Territorialprälatur Xingu, der größten Diözese Brasiliens.

## Leben
Fritz Tschol, Sohn einer Tiroler Bauernfamilie, legte 1949 seine Matura am Bischöflichen Gymnasium Paulinum in Schwaz ab und trat der Ordensgemeinschaft der Missionare vom Kostbaren Blut bei. Er empfing 1956 die Priesterweihe und feierte am 8. Juli 1956 in St. Anton seine Primiz.
Von 1957 bis 2016 war er als Missionar und Priester in der Territorialprälatur Xingu im brasilianischen Altamira tätig, einer Diözese mit etwa 432.000 km² und damit viermal so groß wie Österreich. Tschol verwirklichte zahlreiche Infrastrukturprojekte wie Straßen, Schulen, Krankenhäusern sowie Wohn- und Siedlungsbauten am Rio Xingu.
Bischof Erwin Kräutler CCPS setzte ihn 1980 als Generalvikar ein. Beide engagier(t)en sich insbesondere für die Indígenas im Amazonastiefland.
Unter Bischof João Muniz Alves war Pater Fritz Tschol noch ein Jahr (2015–2016) als Ökonom tätig.
Fritz Tschol wurde in der von ihm erbauten Kirche Nossa Senhora do Perpetuo Socorro in Altamira beigesetzt.

## Ehrungen
- 1997 – Bischof-Kräutler-Preis für die für Verdienste um die Indígenas Lateinamerikas[4]
- 1998 – Ehrenbürger von St. Anton am Arlberg
- 1999 – Ehrenkreuz Pro Ecclesia et Pontifice für besondere Verdienste um die Anliegen der Kirche und des Papstes durch Papst Johannes Paul II.
- 2003 – Reinhold-Stecher-Stiftungspreis 2003[5]